# 大卫·比顿
大卫·比顿（David Beaton；约1494年 – 1546年5月29日）是苏格兰的圣安德鲁斯大主教，也是蘇格蘭宗教改革前最后一位苏格兰红衣主教。

## 生平
他是法夫的约翰·比顿和玛丽十一个孩子中的第六个，也是最小的儿子。其父来自法国贵族比顿家族在苏格兰的分支。其母是巴尔穆托的大卫·博斯韦尔爵士（Sir David Boswell of Balmuto）之女。他出生于1494年，曾在圣安德鲁斯大学和格拉斯哥大學接受教育，16岁时到巴黎学习民法和教会法。
1520年，他的叔叔、格拉斯哥大主教詹姆斯·比顿任命大卫·比顿为坎巴斯兰的教区牧师、名誉牧师。1525年，大卫比顿从法国返回，并成为苏格兰王国议会议员。1528年，国王任命他为掌玺大臣。
1533年至1542年间，他多次担任詹姆斯五世的驻法大使。他先后涉足瑪德琳·德·瓦盧瓦、玛丽·德·吉斯的婚姻安排。
1537年12月，在弗朗索瓦一世的推荐下，比顿成为米雷普瓦主教（Bishop of Mirepoix），并于次年夏天祝圣。同样是1538年，他被保祿三世任命为红衣主教。1539年2月，红衣主教比顿接替他的叔叔成为圣安德鲁斯大主教。1544年，他成为教皇驻苏格兰使节。
亨利八世先后两次遣使苏格兰，敦促詹姆斯与教皇断绝关系，但遭到拒绝。1542年，两国爆发战争。索维莫斯战役中苏格兰大败，他因此受到指责。
詹姆斯五世于1542年12月14日在福克兰宫去世，比顿声称按照遗诏，他应当成为玛丽的摄政之一，但这份遗诏真实性存疑，第二代阿倫伯爵詹姆斯·漢密爾頓成为摄政。比顿失势，在阿伦伯爵的命令下被先后囚禁于达尔基思宫和布莱克尼斯城堡。教皇则下令关闭所有的苏格兰教堂。粗暴求婚发生后，他于1543年重新掌权。
1545年12月，比顿安排逮捕新教传教士乔治·威舍特。威舍特在次年被处死，但他有很多同情者，这导致不久之后比顿自己被暗杀。

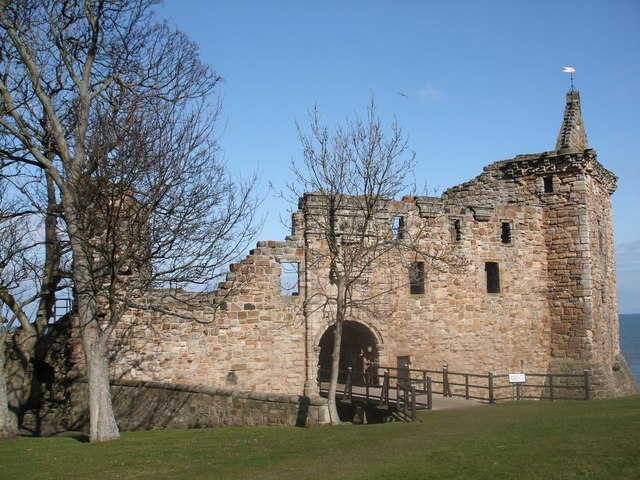
圣安德鲁斯城堡

早在1544年，诺曼·莱斯利（Norman Leslie）和威廉·柯科迪（William Kirkcaldy）就开始发起针对比顿的刺杀行动，后者的的叔叔詹姆斯·柯科迪（James Kirkcaldy）支持新教，因此在1543年在比顿的安排下被免职去财务官之职。对威舍特之死不满的法夫领主约翰·莱斯利（John Leslie） 也加入了他们。莱斯利和柯科迪在1546年5月29日黎明时设法进入圣安德鲁斯城堡，杀死了守卫和比顿，将比顿的尸体肢解并挂在城堡的窗户上。

## 私生活
比顿有一个情妇玛丽恩·奥格威（Marion Ogilvy，1495–1575）。她是第一代艾尔利领主詹姆斯·奥格威（James Ogilvy, 1st Lord Ogilvy of Airlie）的小女儿。在她的父母去世后，她管理着安格斯家族庄园，大约1520年，她遇到并爱上了大卫比顿。他们住在埃西城堡（Ethie Castle），生了八个孩子。他们的关系看起来与真正的婚姻没有什么不同，因此激怒了一些想要对教会进行认真改革的人。